# Trũng Tây Hồ
Trũng Tây Hồ (tiếng Trung: 西湖凹陷; Hán-Việt: Tây Hồ ao hãm; bính âm: Xīhú Āoxiàn) là một miền trũng ở biển Hoa Đông, chạy dọc bờ biển nước Cộng hòa Nhân dân Trung Hoa, cách Thượng Hải và Ninh Ba 400 km về phía đông. Trung Quốc cho rằng toàn bộ trũng Tây Hồ đều thuộc vùng đặc quyền kinh tế của mình.
Vốn là nơi giàu khí thiên nhiên, trũng Tây Hồ có những mỏ khí đã được Trung Quốc thăm dò như Xuân Hiểu, Thiên Ngoại Thiên, Tàn Tuyết, Đoạn Kiều và Bình Hồ. Cả miền trũng dài xấp xỉ 500 km.
Ngày 19 tháng 8 năm 2003, có thông báo về việc Sinopec, CNOOC, Royal Dutch Shell và Unocal lập liên doanh cùng khai thác khí thiên nhiên ở trũng Tây Hồ, và dự kiến hoạt động khai thác sẽ bắt đầu từ giữa năm 2005. Tuy nhiên vào ngày 29 tháng 9 năm 2004, hai đối tác ngoại quốc là Shell và Unocal tuyên bố rút lui do lo ngại tính khả thi về mặt thương mại cũng như tình trạng tranh chấp trong khu vực.